# Коацерват
Коацерват (англ. coacervate) —

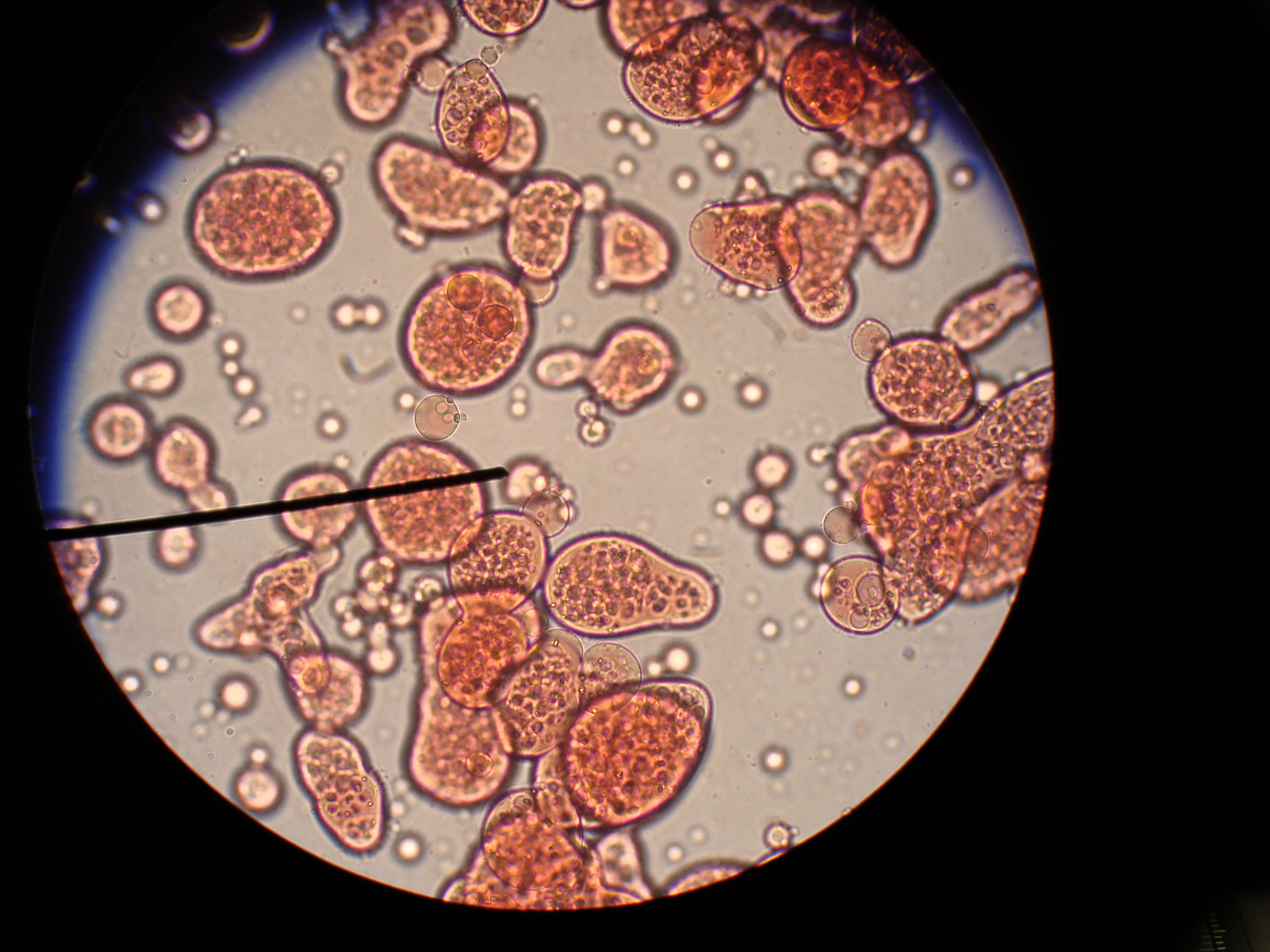
Коацервати

- 1. Фаза з більшою концентрацією колоїдного компонента, що утворилась у результаті коацервації.
- 2. У випадку полімерів — нова рідка збагачена полімером фаза у вигляді крапель або й суцільного шару, що утворилася в результаті коацервації.

## Коацерватні краплі
Коацерватні краплі — це згустки, подібні до водного розчину желатину. Утворюються в концентрованих розчинах  білків і нуклеїнових кислот. Коацервати здатні адсорбувати різні речовини. З розчину до них надходять хімічні сполуки, які перетворюються в результаті реакцій, що відбуваються в коацерватних краплях, і виділяються в навколишнє середовище.